# Ik kan niet alleen zijn
Ik kan niet alleen zijn is een lied van de Nederlandse zanger Tino Martin. Het werd in 2022 als single uitgebracht en stond in 2023 als achtste track op het album Dit is het levenslied.

## Achtergrond
Ik kan niet alleen zijn is geschreven door Billy Dans, Robin Francesco, Hansen Tomas en Brandon Sap en geproduceerd door Emile Hartkamp en John Dirne. Het is een levenslied waarin de liedverteller zingt over de pijn in een kwakkelende/verbroken relatie. Het lied werd door Tomas geschreven voor Martin en deed er met het lied mee aan het televisieprogramma I Want Your Song. Hier koos Martin het lied uit als winnaar, waarna hij met Tomas en zijn schrijvers- en productieteam de studio inging om het lied op te nemen. In het lied is Tomas te horen als pianist en is ook in die rol in de videoclip te zien. De videoclip is opgenomen op een verlaten strand.

## Hitnoteringen
De zanger had weinig succes met het lied. Er was geen notering in de Single Top 100 en ook de Top 40 werd niet bereikt. Bij de laatstgenoemde was er wel de 23e plaats in de Tipparade.